# Kedung Patangewu
Kedung Patangewu is een bestuurslaag in het regentschap Pekalongan van de provincie Midden-Java, Indonesië. Kedung Patangewu telt 2668 inwoners (volkstelling 2010).